# Коллинз, Рэндалл
Рэ́ндалл Ко́ллинз (англ. Randall (Randy) Collins; род. 29 июля 1941) — американский социолог. Доктор философии, профессор Пенсильванского университета. Наряду с Тедой Скочпол и Джеком Голдстоуном является крупнейшим историческим макросоциологом и специалистом в области теории революций и государственных распадов. В 2010—2011 годах президент Американской социологической ассоциации:1.

## Биография
Вырос в семье американского дипломата и потому в детстве много ездил: был в послевоенном Берлине, в 1949—1950 годах побывал в Москве, в странах Южной Америки. Заканчивал школу в Новой Англии.
Учился психологии в Гарварде (с 1959 года), в том числе у Т. Парсонса, У. Куайна, П. Тиллиха (в 1963 году получил степень бакалавра искусств) и Стэнфорде (в 1964 году получил степень магистра психологии). В 1964—1968 годах изучал социологию в университете Беркли (с 1965 года магистр философии, с 1969 года доктор философии), где преподавали микросоциологи Г. Блумер, И. Гофман, макросоциолог Р. Бендикс. Из классиков социальных наук на Коллинза сильное влияние оказали М. Вебер и К. Маркс. Как отмечал Омар Лизардо: «Коллинз был воодушевлен „повторным открытием“ конфликтно-ориентированной стороны работ Макса Вебера и развитием марксистских подходов к социологическому анализу, охвативших социологию в 1960-х и 1970-х годах»:4.
После получения докторской степени Коллинз начинает преподавать в Калифорнийском университете Лос-Анджелеса, где знакомится с лидером школы этнометодологии Г. Гарфинкелем. В начале 1970-х годов вместе с П. Бурдьё и Э. Гоулднером основывает новый журнал «Theory and Society». В 1985-97 гг. работал в Калифорнийском университете в Риверсайде. С 1997 года по настоящее время — в Пенсильванском университете (Филадельфия). Стажировался, проводил исследования, читал лекции в Италии, Франции, Великобритании, Германии, Австрии, Швеции, Норвегии, России, Китае.
Получил несколько престижных наград за отдельные книги и общий вклад в социологическую науку. Автор, как отмечается, высокочитаемых — и мгновенно ставших классическими исследований, таких как «Социология конфликта» (1975), «Общество удостоверений» (1979), «Социология философий» (1998), «Цепочки ритуалов взаимодействия» (2004) (именно в этой работе, как отмечают, достигла кульминации конкретизация им собственной микросоциологической теории взаимодействия) и «Насилие: микросоциологическая теория» (2008). Последний труд, называемый «виртуозным», указывают и как, возможно, его наиболее влиятельный:1-9.

## Научная деятельность
Области научных интересов: социологическая теория, историческая макросоциология (понятие которой и ввёл Коллинз, согласно Георгию Дерлугьяну), геополитика, политические и экономические изменения, микросоциология, интеллектуальные сети, социальный конфликт, социология образования, логика и семантика научного дискурса, анализ классических социологических традиций

### Основные модели, концепции, теории
Теории государства и легитимности. Теория геополитической динамики. Теория солидарности и ритуала. Социологическая теория эмоций. Теория власти и собственности. Теория рынков. Геополитическая теория этничности. Теория революций и государственного распада. Теория интерактивных ритуалов. Теория интеллектуальных сетей. Теория насилия.

### Приложения теорий
Конкуренция и социальный контроль в науке, анализ инфляции дипломов, циклы культурного производства, история и социология профессий, социология религии и секуляризации, социология мистицизма, социология любви и брака, гендерные конфликты, специфика сексуального рынка в обществах охотников и собирателей, геополитические основы динамики доаграрных обществ, происхождение капиталистических отношений в средневековых монастырях Европы, Китая и Японии, сравнительный анализ устойчивости современных сверхдержав, технологический сдвиг в современных обществах и так далее.
В начале 1980-х годов предсказал геополитический кризис СССР в результате ресурсного напряжения, связанного с чрезмерным расширением сферы своего влияния, и последующий распад Организации Варшавского договора.

### Реконструкция истории социологии
Классификация четырех социологических традиций Рэндалла Коллинза:
| Наименование традиции | Традиция конфликта | Рациональная/утилитарная традиция | Традиция Дюркгейма | Микроинтеракционистская традиция |
| --------------------- | --- | --- | --- | --- |
| Основные идеи         | Характеризуется вниманием к динамике идеологии, легитимности, условиям мобилизации групп, движимых частным интересом, и к экономике культуры                                                            | Рассматривает природу и ограничения человеческих способностей в отношении обработки информации, границы рациональности и проблемы сознательного выбора                                                                 | Изучает социальные ритуалы, формирующие солидарность, и символы, используемые в мышлении. Её также называет структурным функционализмом. Согласно Коллинзу, является центральной в социологии | Занимается главным образом человеческим субъектом и рассматривает проблемы человеческого сознания и субъективности |
| Истоки традиции       | Карл Маркс и его теории социальных классов, политического конфликта и идеологии, Фридрих Энгельс, многомерная теория стратификации Макса Вебера, Георг Зиммель                                          | Джон Локк, Давид Юм, Адам Смит, Иеремия Бентам, Джон Стюарт Милль | Эмиль Дюркгейм | семиотика Сандерса Пирса, феноменология Эдмунда Гуссерля, экзистенциализм Мартина Хайдеггера и Жана-Поля Сартра |
| Развитие традиции     | Карл Маннгейм, Франкфуртская школа, Райт Миллс, Роберт Михельс, Льюис Козер, Ральф Дарендорф и его теория социального конфликта, теории революций Теды Скочпол и Джека Голдстоуна, мир-системный анализ | Теория обмена Джорджа Хоманса и Питера Блау, изучение социальных рынков, рациональная теория государства («теория справедливости») Джона Ролза, теория общественного выбора Джеймса Бьюкенена, подход Джеймса Коулмана | 1) макротрадиция: Толкотт Парсонс, Роберт Мертон; 2) социальная антропология: Марсель Мосс, Клод Леви-Стросс, Альфред Реджинальд Радклифф-Браун, Пьер Бурдьё, Мэри Дуглас                     | • символический интеракционизм: Чарльз Хортон Кули, Джордж Герберт Мид (модель «I, Me и Обобщенный Другой»), Герберт Блумер. • социология сознания: Альфред Шюц, Питер Бергер и Томас Лукман, этнометодология Гарольда Гарфинкеля, теория фреймов Ирвинга Гофмана. |

## Книги
- 1968. State and Society, co-editor with Reinhard Bendix et. al. (Boston: Little, Brown; re-issued, University of California Press, 1974.
- 1972. The Discovery of Society, with Michael Makowsky. New York; Random House; 7th edition 2004; Dutch edition, 1979; Italian Edition, 1980; Japanese edition, 1987; Spanish edition 2002.
- 1975. Conflict Sociology: Toward an Explanatory Science. New York: Academic Press; Italian edition, 1981; Japanese edition 1991. Partial translations in Romanian, Korean, and Chinese.
- 2009: Conflict Sociology: A Sociological Classic Updated. Abridged and updated by Stephen K. Sanderson. Boulder CO: Paradigm Publishers.
- 1979. The Credential Society: An Historical Sociology of Education and Stratification. New York: Academic Press; Japanese edition 1984; Spanish edition 1989; Italian edition 1994; Chinese edition 1999; Portuguese edition 2001; partial translation in SerboCroatian.
- 1981. Sociology since Mid-century: Essays in Theory Cumulation. New York, Academic Press; Italian edition 1993.
- 1982. Sociological Insight: An Introduction to Non-obvious Sociology. New York: Oxford University Press; Japanese edition 1991. Second edition 1992. Русский перевод 2004. Spanish edition (Buenos Aires) 2009.
- 1985. Three Sociological Traditions. New York: Oxford University Press. Italian edition 1987, 1999; Japanese edition 1990, 1997.
- Four Sociological Traditions. 1994. Mexican edition 2000; Japanese edition 1997; Italian edition 1999; Portuguese edition 1999. Русский перевод 2009.
- 1985. Three Sociological Traditions: Selected Readings (edited volume) New York: Oxford University Press. Second edition
- 1985. Sociology of Marriage and Family: Gender, Love and Property. Chicago: NelsonHall. Second edition 1988. Third edition with Scott Coltrane 1991. Fourth edition 1994. Fifth edition 2000.
- 1985. Max Weber: A Skeleton Key. Beverly Hills: Sage. Japanese edition 1988; Danish edition 2000; Greek edition 2004.
- 1986. Weberian Sociological Theory. Cambridge and New York: Cambridge University Press.
- 1988. Theoretical Sociology. San Diego: Harcourt, Brace, Jovanovich. Italian edition 1992; India edition 1996.
- 1998. The Sociology of Philosophies: A Global Theory of Intellectual Change. Cambridge: Harvard University Press. Русский перевод 2002. Chinese edition 2004. Spanish edition 2005. Italian and Iranian editions forthcoming.
- 1999. Macro-History: Essays in Sociology of the Long Run. Stanford: Stanford University Press.
- 2002. co-editor with Mauro Guillen, Paula England, Marshall Meyer. The New Economic Sociology: Developments in an Emerging Field. New York: Russell Sage Foundation. Chinese translation 2008.
- 2004. Interaction Ritual Chains. Princeton University Press. Spanish translation 2009.
- 2008. Violence: A Micro-Sociological Theory. Princeton University Press

## Русские переводы книг
- Социология философий: Глобальная теория интеллектуального изменения / Пер. с англ. Н. С. Розова и Ю. Б. Вертгейм. — Новосибирск: Сибирский Хронограф, 2002. — 1280 с.[7]
- Ч. 2: Социологическая интуиция: Введение в неочевидную социологию // Бергер П., Бергер Б., Коллинз Р. Личностно-ориентированная социология. В 2-х ч. / Пер. с англ. В. Ф. Анурина. — М.: Академический проект, 2004.
- Четыре социологических традиции / Пер. Вадима Россмана. — М.: Издательский дом «Территория будущего», 2009. — (Серия «Университетская библиотека Александра Погорельского»). — 320 с.
- Макроистория: Очерки социологии большой длительности = Macrohistory: Essays in Sociology of the Long Run / пер. с англ. Н. С. Розова. — М.: УРСС, 2015. — 504 с. — ISBN 978-5-9710-1708-0.
- Насилие. Микросоциологическая теория. / Пер. с англ. Н. Проценко. — М.: Новое литературное обозрение, 2025.

## Русские переводы статей
- Золотой век макроисторической социологии // Время мира. — 1998. — № 1. — С. 72—89.
- Социология: Наука или антинаука? // Теория общества. Сборник / Пер. с нем., англ.; вступ. статья, сост. и общая ред. А. Ф. Филиппова. — М.: КАНОН-пресс-Ц, Кучково поле, 1999. — (LOGICA SOCIALIS). — ISBN 5-93354-001-3. — 416 с. — С. 37—72.
- Четыре корня модернизма: Всё ещё загнивающий капитализм // Русский журнал
- Пираты и политики в математике // Отечественные записки. — 2002. — № 7.
- Анализ интеллектуальных сетей и русская мысль в европейском контексте // Отечественные записки. — 2002. — № 3.
- «Балканизация» или «Американизация»: геополитическая теория этнических изменений
- Макросоциологическое предсказание: Пример коллапса СССР // Социологический журнал. — 2008. — № 3—4
- Технологическое замещение и кризис капитализма: Выходы и тупики // Политическая концептология. — 2010. — № 1. — С. 35—50 (в html).

## Отзывы
Стивен Сандерсон, 2009: «Я впервые прочитал „Социологию конфликта“ в 1976 году, вскоре после ее выхода. Я сразу понял, что ее автору, очень молодому тридцатичетырехлетнему социологу по имени Рэндалл Коллинз, о котором я никогда не слышал, суждено стать одним из наших величайших социологов».